# Атріум

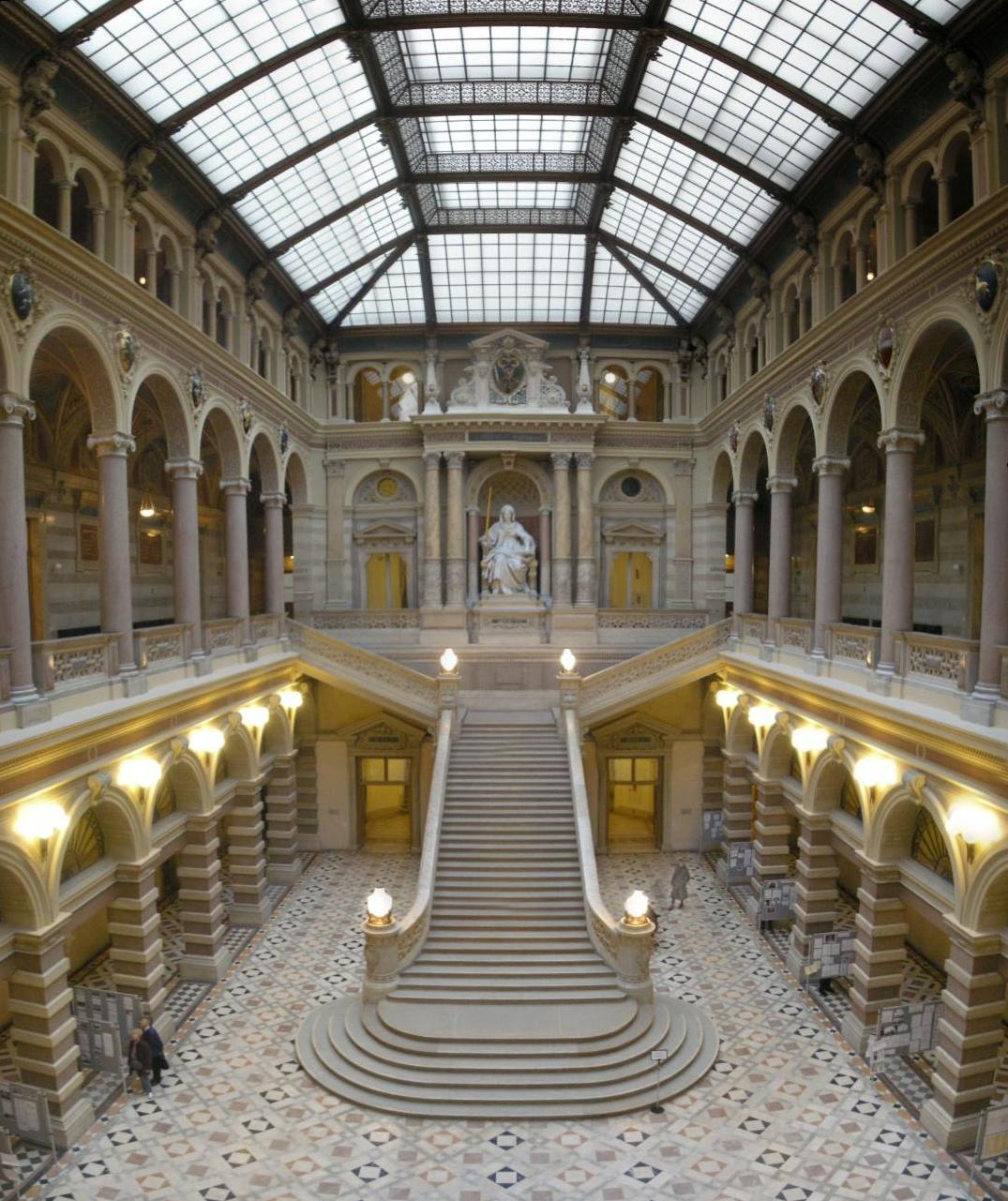
Атріум у Палаці Правосуддя, Відень

А́тріум (лат. atrium, від лат. ater, досл. «чорне», «темне») — простір у середині давньоримського житлового будинку (домуса) у вигляді закритого внутрішнього дворика, на який орієнтовано значну частину приміщень (синонім — каведіум).

## Історія

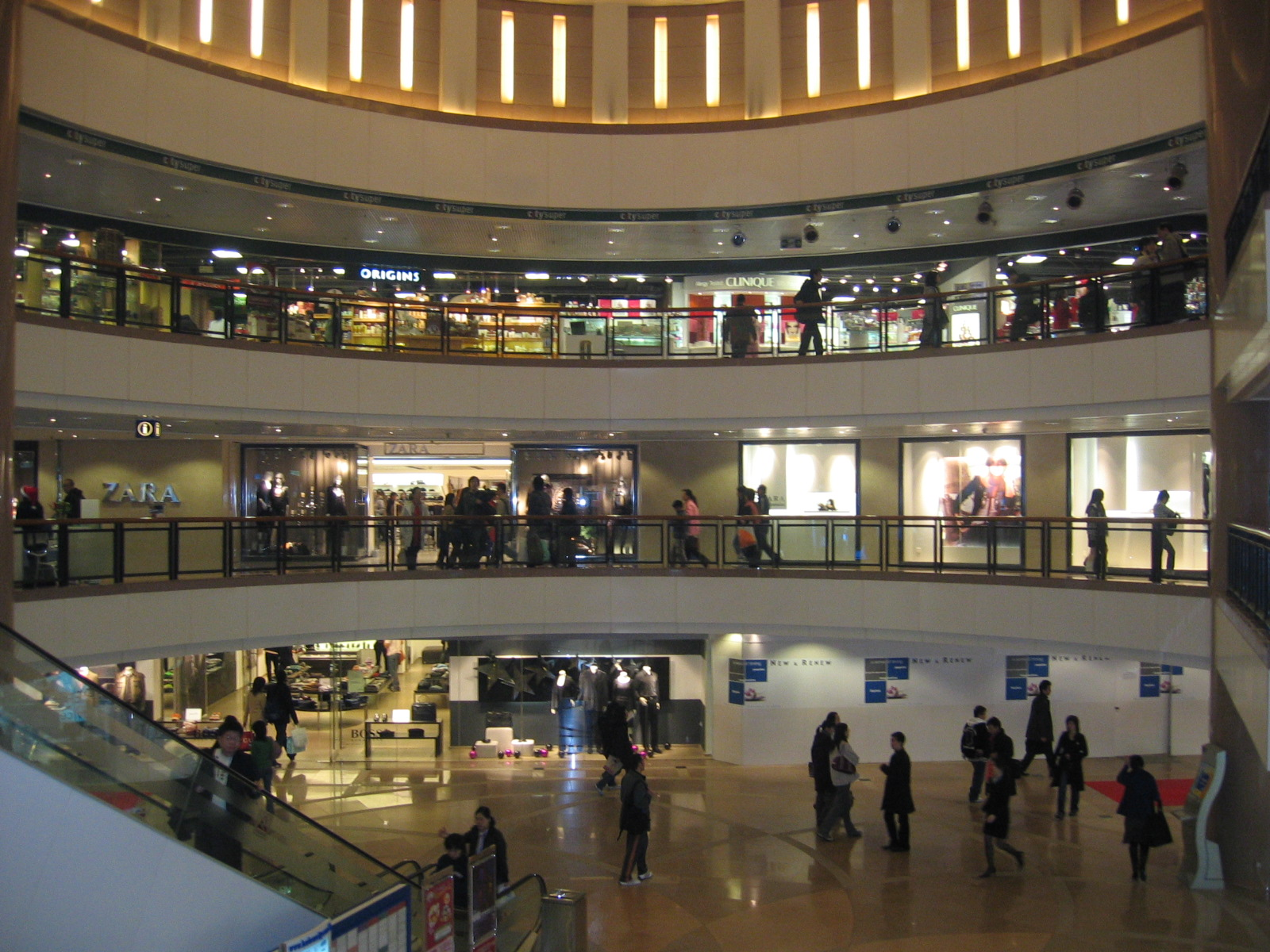
Атріум з галереями

Ідея атріуму є однією з давніх і веде свою історію з часів Месопотамії, де в XII столітті до н. е. виникли перші житлові будівлі з центральними внутрішніми дворами. У цей період, обмежений в конструктивних і технічних засобах та естетичних поглядах, господар будинку при будівництві керується функцією, інтуїтивно переймаючи форму, що склалася з первісних часів, коли навколо вогнища розташовувалося житло.
Між V і II століттями до н. е. на території Стародавньої Греції з'являються перші атрії — відкриті внутрішні дворики, оточені колонами, які сполучалися з периферійними житловими просторами.
Класична концепція атріуму склалася в архітектурі римлян в III столітті до н. е. Атріум являв собою центральну частину житлового будинку з прорізом в даху прямокутної форми, навколо якого формувалася композиція житла. Розташований біля головного входу в будівлю атріум оточували приміщення переважно громадського призначення — торгові крамниці, майстерні, головна вітальня.
Атріумом також може бути оточений галереями двір, розміщений перед або поруч з християнською церквою в добу Раннього і Зрілого Середньовіччя. Слугував для врочистого виходу єпископа до великої кількості людей, що збиралися під час релігійних свят.
З часом атріумний простір дійшов до Уралу, де знайшли своє відображення в уральському народному житлі. На Уралі атріумом був внутрішній дворик, який відділяв житлову частину від господарської. Двір міг бути як відкритим, так і критим.
Садиби з критими дворами на Середньому Уралі в планувальному відношенні істотно відрізняються від північних будинків. По-перше, вони розвиненіші і містять більше різних господарських будівель. По-друге, в критому дворі розміщені всі господарські приміщення. Разом з тим критий двір був найбруднішим місцем у будинку з великою кількістю сирості. Цей недолік частково усувався прибудовою бічного відкритого дворика.
З розвитком матеріалів, конструкцій і технологій змінюється форма і функціональне призначення атріуму. Воно стає трохи іншим, ніж раніше. У сучасному індивідуальному будинку внутрішній дворик може бути відкритим, продовжуючи традиції старовини. Він зазвичай примикає до житлового будинку і служить місцем відпочинку, літньою кухнею або їдальнею, солярієм, дитячим майданчиком, в нього проєктують вихід з тераси. Дворик повинен бути закритий з північного боку. До складу дворика входять галявина, квітник, навіс з лавами, підпірні стінки, можливий альпінарій (кам'яна гірка з декоративним мохом), водойми.

## Атріум домуса

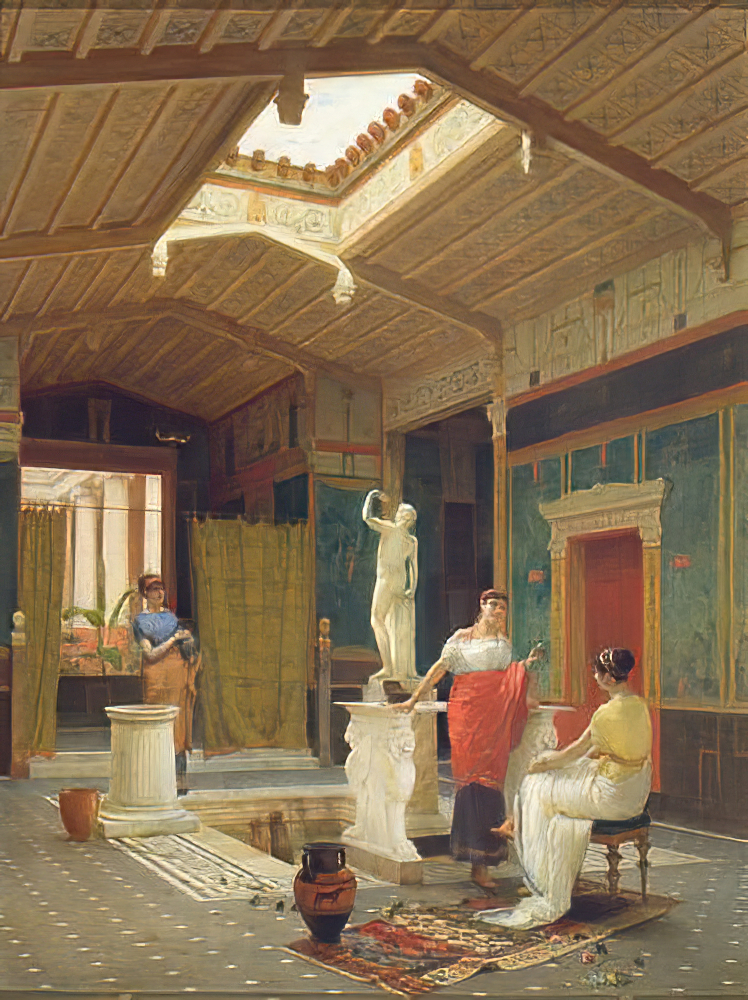
Давньоримський атріум на картині Луїджі Баццані «Інтер'єр помпейського будинку», 1882 р.

Посеред атріуму спочатку стояло вогнище, звідси й походить назва кімнати — від закіптявілих стін. Згодом вогнище замінив неглибокий басейн — імплювій (лат. impluvium), куди стікала дощова вода завдяки світловому прорізу вгорі — комплювію (лат. compluvium). В атріумі містився вівтар хатніх богів, тут зберігали в особливих шафах воскові маски померлих предків, що давали уявлення про родовід хазяїна. Багато будинків оздоблені мармуром, стіни розписані, ніші прикрашені статуями, підлога — мозаїчними зображеннями.
Розрізняють:
- Атріум дощовідводний (розливний) — підпори для підтримки даху відсутні, водночас схили даху отримали уклін зовні. Внаслідок цього отвір комплювію виявляється значно вищий ніж стіни та в тосканському (туському) атріумі.
- Атріум критий — відсутній комплювій. Застосовують, влаштовуючи над ним верхній поверх.
- Атріум коринфський — колони для підтримки даху тримають не тільки кути комплювію, а й розставлені на боках, через що нагадує перистиль, а отвір комплювію може отримати значні розміри.
- Атріум тосканський (туський) — чотири схили даху навколо комплювію спрямовані всередину для того, щоб заповнювати дощовою водою імплювій, а кутові підпори відсутні. Дах підтримувано завдяки перехресту балок.
- Атріум чотириколонний — відрізняється від тосканського влаштуванням чотирьох підпор для підтримки даху на кутах комплювію.

## Сучасність
У модерній архітектурі атріум може бути у вигляді світлового простору, розвиненого по вертикалі з галереями по поверхах, на які виходять приміщення різного призначення. Атріум, розвинутий по горизонталі у вигляді світлового проходу, називають пасажем.

## Інше
- «Атріум» (лат. atrium) — латинська назва передсердя